# Griselda (Vivaldi)
A Griselda Antonio Vivaldi 1735-ben bemutatott háromfelvonásos operája. Az alaptörténet évszázados múltra tekint, motívumai a különböző ázsiai népek meséiben is feltűnnek. Boccaccio alapján Petrarca is megírta De obedientia et fide uxoria Mythologia címmel (Engedelmes és hűséges feleségek a mitológiában), amelyet aztán Chaucer – Canterburyi meséiben –  a diák szájába ad. Petrarca műve nyomán írt magyar széphistóriát a tizenhatodik században Istvánfi Pál is, Voltér és Grizeldisz címen.

## Az opera szereplői
| Szerep                                          | Hangfekvés                             |
| ----------------------------------------------- | -------------------------------------- |
| Griselda, Gueltiero felesége                    | kontraalt                              |
| Gualtiero, Thesszália királya                   | tenor                                  |
| Roberto, Athén hercege                          | szoprán (eredetileg kasztrált szoprán) |
| Corrado, a testvére, Gueltiro barátja           | kontraalt                              |
| Costanza, hercegnő, Griselda és Gualtiero lánya | szoprán                                |
| Ottone, thesszáliai lovag                       | szoprán (eredetileg kasztrált szerep)  |

## Az opera cselekménye

### I. felvonás
A cselekmény kezdete előtt Gualtiero megismerte és feleségül vette Griselda pásztorlányt. Királyuk rangon aluli házassága nem tetszett a népnek, ezért zúgolódni kezdett a tömeg. A nép haragja tovább fajul, mikor megszületik Griselda kislánya, Costanza. A király, hogy megóvja gyermekét, kikiáltatja, hogy a lány meghalt. Costanzát közben barátjához küldte Athénba. Több év telik le, de a nép haragja nem múlik el. Gualtiero a béke érdekében végül lemond Griseldáról: megígéri, hogy elválik tőle és új feleséget választ magának. Menyasszonynak azonban nem mást ajánlanak neki, mint az időközben felnőtt Costanzát. A lány Corradót szereti. Roberto is szerelmes Costanzába, ezért kétségbeesik, amikor megtudja, kihez akarják hozzá adni szerelmét.

### II. felvonás
Miután férje elhagyta, Griselda visszatért arra a vidékre, ahonnan származott. Most ismét egyszerű parasztasszonyként éli az életét. Megismerkedik Ottonéval, aki beleszeret. Közeledését Griselda ingerülten utasítja el. Közben a király és kísérete vadászaton vesz részt. A vadat üldözve rábukkannak Griselda házára. A király megpróbálja elrabolni volt feleségét és magával vinni udvarába. De otthon már várja új jegyese, Costanza.

### III. felvonás
Ottone kitartóan legyeskedik Gualtiero és Griselda körül, meg akarja ígértetni a királlyal, hogy az mihelyt elveszi új menyasszonyát, hozzáadja volt feleségét. Griselda azonban ellenkezik: ő inkább meghal, minthogy másnak a felesége legyen. Costanza végül elmondja származásának történetét, szülei ráismernek, így már semmi akadálya sincs annak, hogy Roberto felesége legyen. Végül Gualtiero is visszafogadja Griseldát.

## Az opera zenéje
A Griselda nyitánya tiszta szonátaformában íródott. A tizenhat ütemes C-dúr rész után egy erős, kontrasztáló c-moll rész következik, majd egy virtuóz átvezető motívum vezet a kidolgozáshoz. Ez a megoldás egyértelműen a klasszikus szonátaforma felépítését követi, azt előlegezi meg. A nagyon markáns refrén motívum rövid, de vissza-visszahozza a jellegzetes melléktémát.
A Griselda magába foglalja a Vivaldi operák összes hibáját és erényét. A zenekar erőteljesen részt vesz az áriák drámai hatásának kialakításában, ugyanakkor unalmas, vég nélküli recitativók váltakoznak a szólószámokkal. Mindjárt a nyitójelenet egy kilenc partitúra oldalt kitevő recitativóval kezdődik. A második felvonás egyik áriájának dallamát egyik fagottversenyéből vette, és olyan drámai sűrítésben dolgozta fel szoprán áriaként, hogy csak ez az egyetlen részlet a Griseldát a szerző formálásának egyik tetőpontjára emeli.

## CD ajánló
Gualterio – Stefano Ferrari, Griselda – Marie-Nicole Lemieux, Costanza – Veronica Cangemi, Roberto – Philippe Jaroussky, Ottone – Simone Kermes, Corrado – Iestyn Davies. Közreműködik: a Mattheus együttes. Vezényel: Jean–Christophe Spinosi. A megjelenés éve: 2006 Naive 3 CD DDD B000GH2WXA